# Мартьяновська
Мартья́новська (рос. Мартьяновская) — присілок у складі Тарногського району Вологодської області, Росія. Входить до складу Верховського сільського поселення.

## Населення
Населення — 11 осіб (2010; 15 у 2002).
Національний склад (станом на 2002 рік):
- росіяни — 100 %